# Philodromus cammarus
Philodromus cammarus là một loài nhện trong họ Philodromidae.
Loài này thuộc chi Philodromus. Philodromus cammarus được Pietro Rossi miêu tả năm 1846.